# Bavonatal

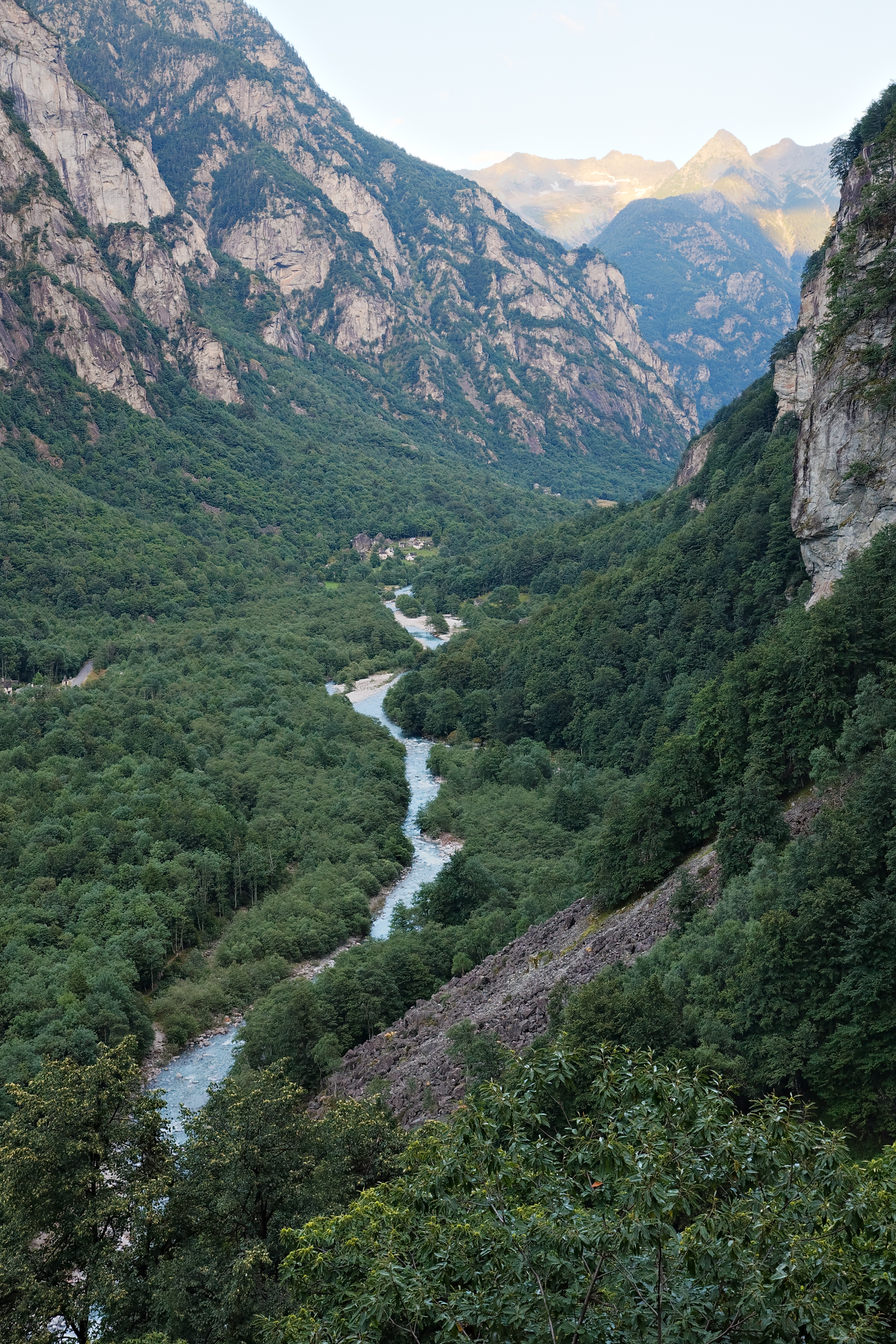
Blick talwärts

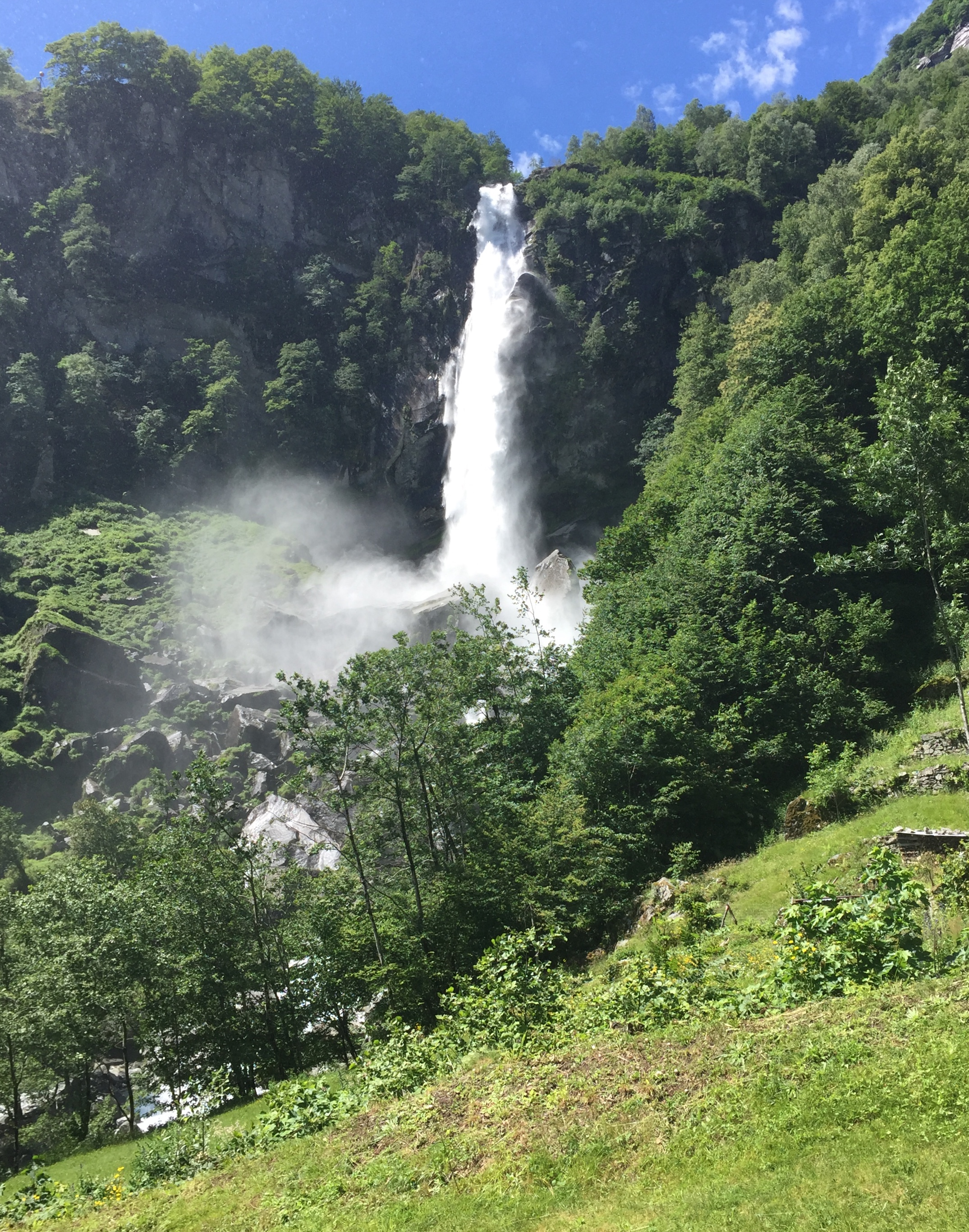
Wasserfall der Calnègia bei Foroglio

Das Bavonatal (italienisch Val Bavona) ist das nordwestliche Seitental des Maggiatals im  Schweizer Kanton Tessin.

## Geographie
Das Bavonatal mündet bei Bignasco in das Maggiatal. Durch das Tal fliesst die Bavona. Es steigt auf einer Länge von 12 Kilometer rund 560 Meter.
Das Tal ist ein enges eiszeitliches Trogtal in U-Form. Die vielen Felsblöcke und Steine, die den Talgrund übersäen, stammen aus der Zeit, als sich die Gletscher zurückzogen und von Bergstürzen wie demjenigen von 1594 bei Fontana.
Im Talboden liegen zwölf Weiler (Terre), deren Bewohner Terrieri genannt wurden. Wegen der bis 1950 fehlenden Strasse und der auch heute absichtlich nicht vorhandenen Elektrizität haben sich die einheitlichen Ortsbilder mit den traditionellen Steinhäusern (sogenannten Rustici) erhalten, auch wenn Letztere manchmal durch zusätzlichen Schmuck wie Geranien und Wagenräder ihren ursprünglichen Charakter etwas verloren haben. Elektrizitätsanschlüsse sind im Tal aus Gründen des Traditionsschutzes verboten, auch wenn dieses Verbot von den Bewohnern immer wieder auf vielfältige Weise unterlaufen wird (Generatoren, Kleinturbinen, Solarzellen, Autobatterien).
Die Weiler heissen – von Südosten nach Nordwesten – Mondada, Fontana (im Juni 2024 durch eine Mure zerstört), Alnedo, Sabbione, Ritorto, Foroglio, Roseto, Fontanellata, Faedo, La Bóla, Sonlerto und San Carlo (Val Bavona). Der bekannteste ist Foroglio mit dem Wasserfall der Calnègia, der mit einer Stufenhöhe von 108 m zu den höchsten im Tessin gehört. Ausser San Carlo, dem hintersten Dorf im Tal, das zu Bignasco gehörte, waren alle Teil von Cavergno. Zusammen mit diesen beiden früher selbständigen Gemeinden wurde das ganze Tal 2006 Teil der Gemeinde Cevio. Von San Carlo führt eine Seilbahn zum Stausee Robièi der Maggia-Kraftwerke hoch, Ausgangspunkt für Touren auf den Basòdino oder zur Cristallinahütte.

### Weiler im Val Bavona, talaufwärts

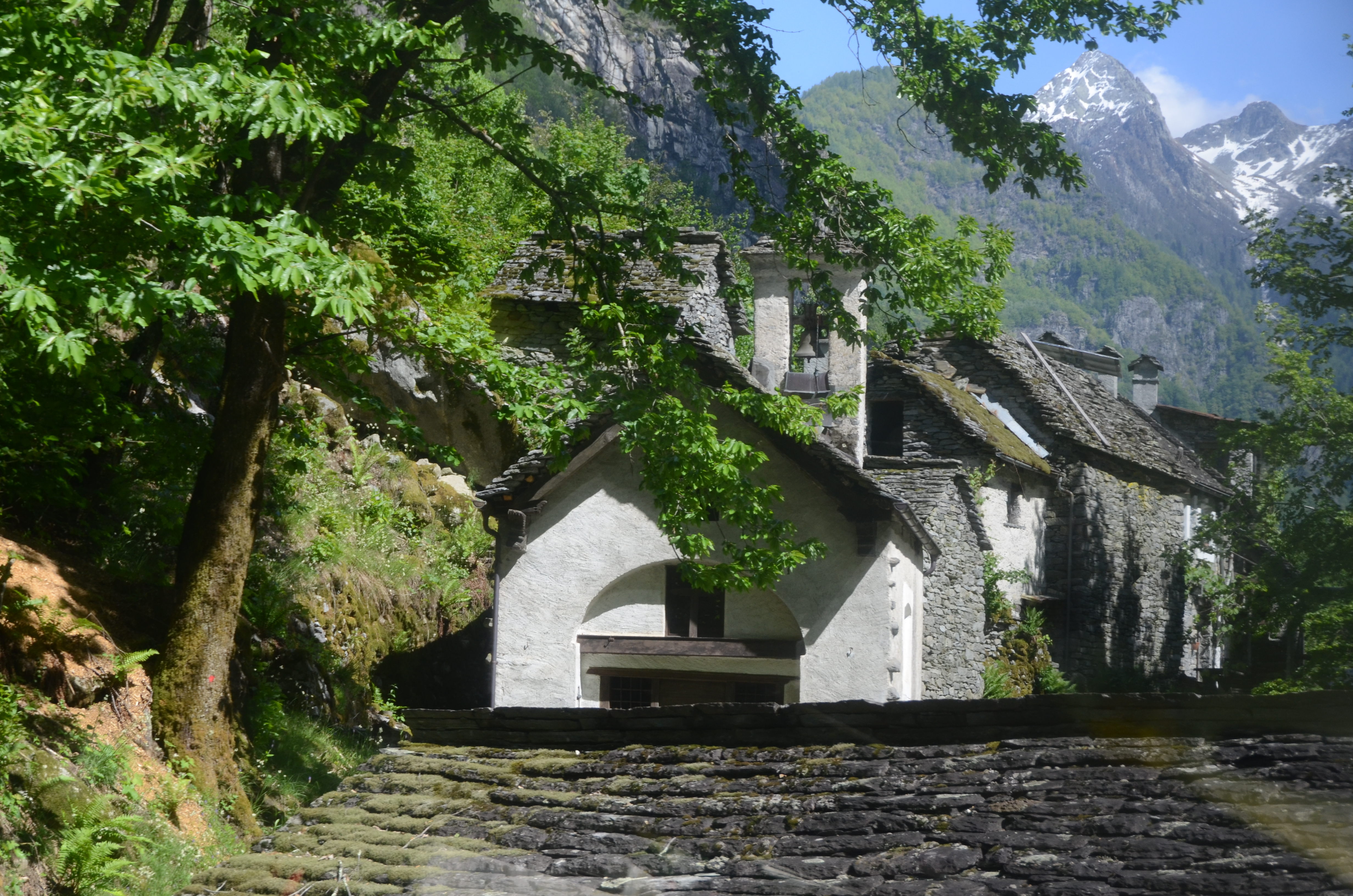
Mondada
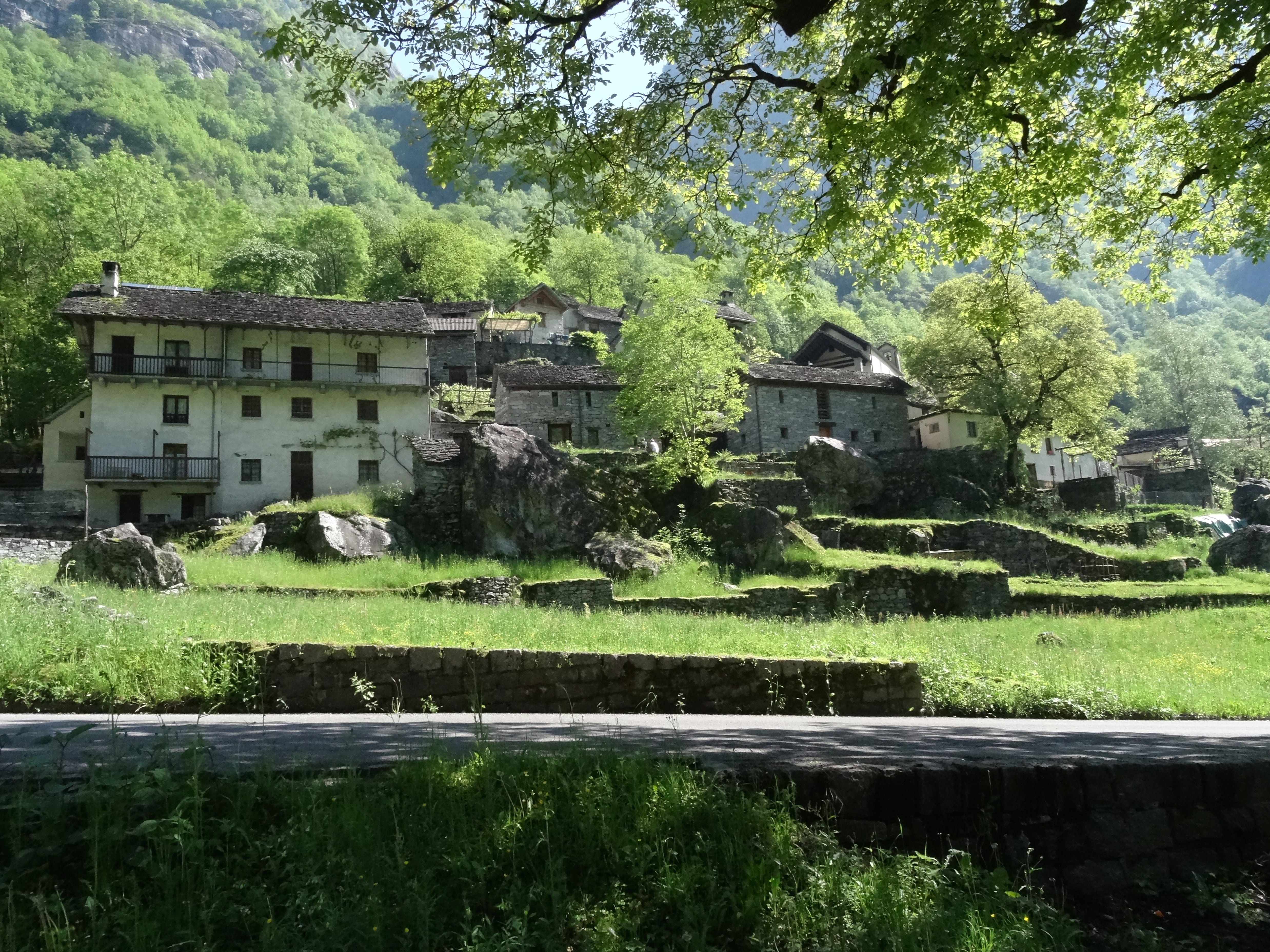
Fontana (vor der Zerstörung durch einen Murgang 2024)
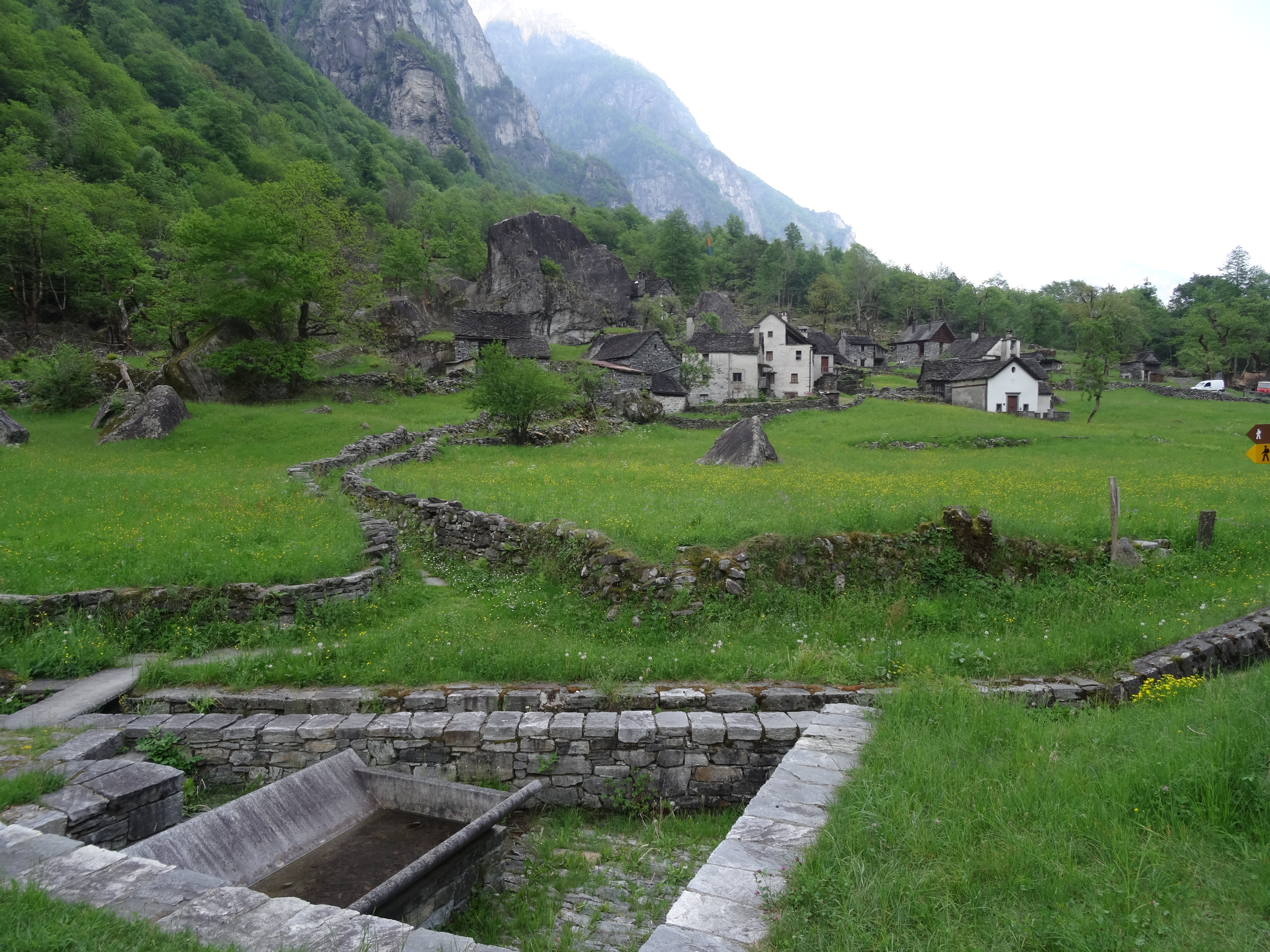
Sabbione
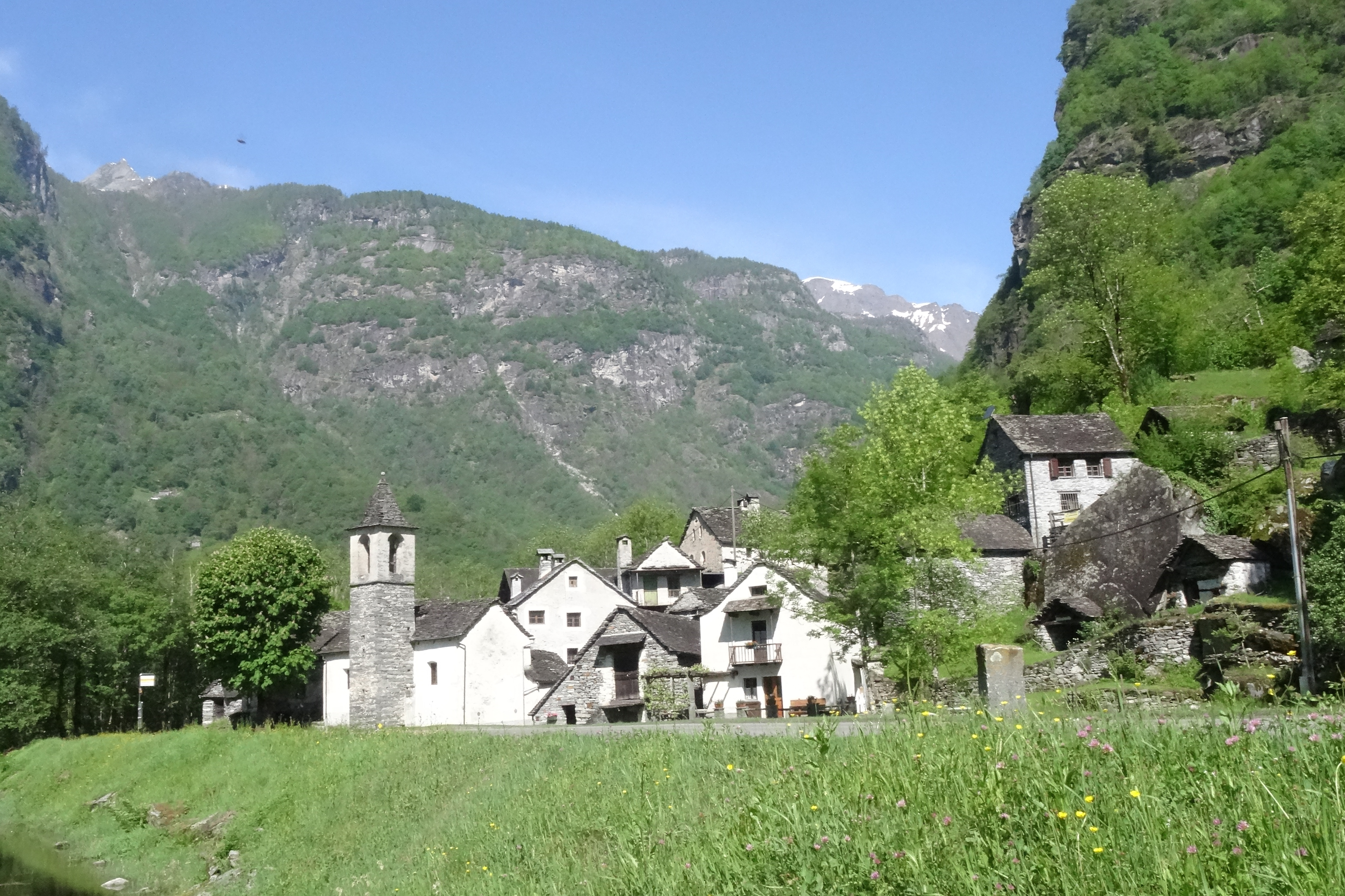
Ritorto
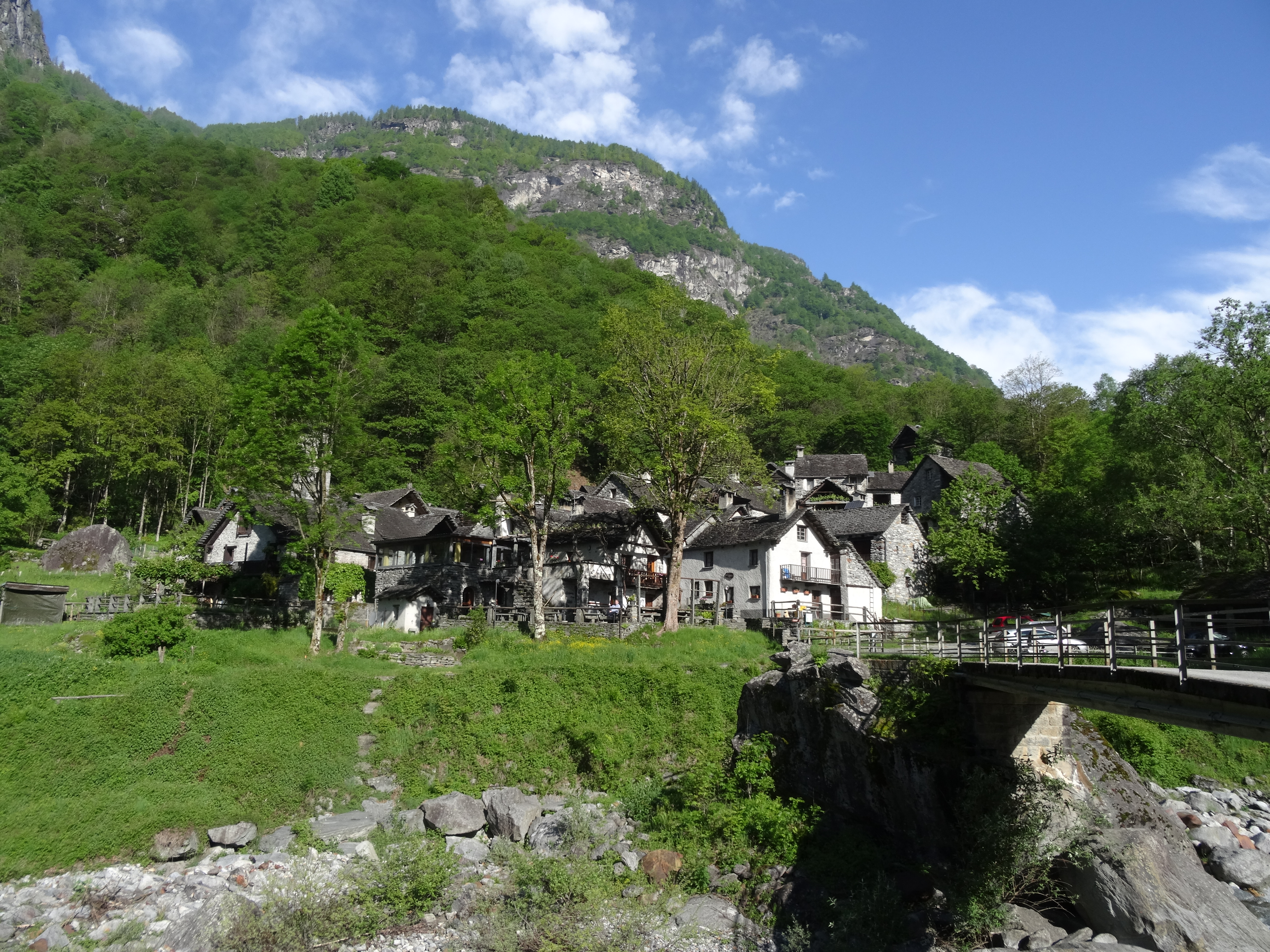
Foroglio
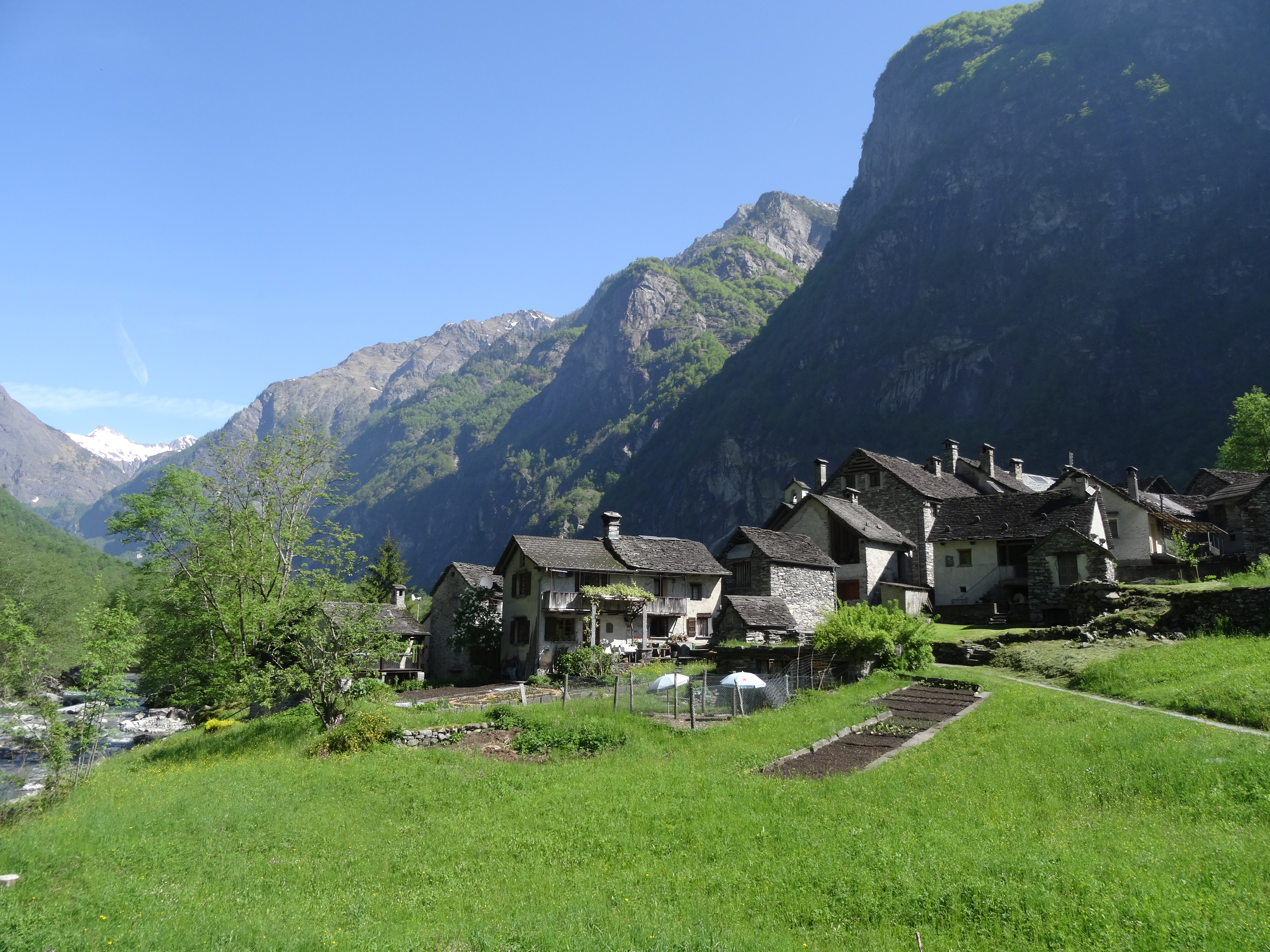
Roseto
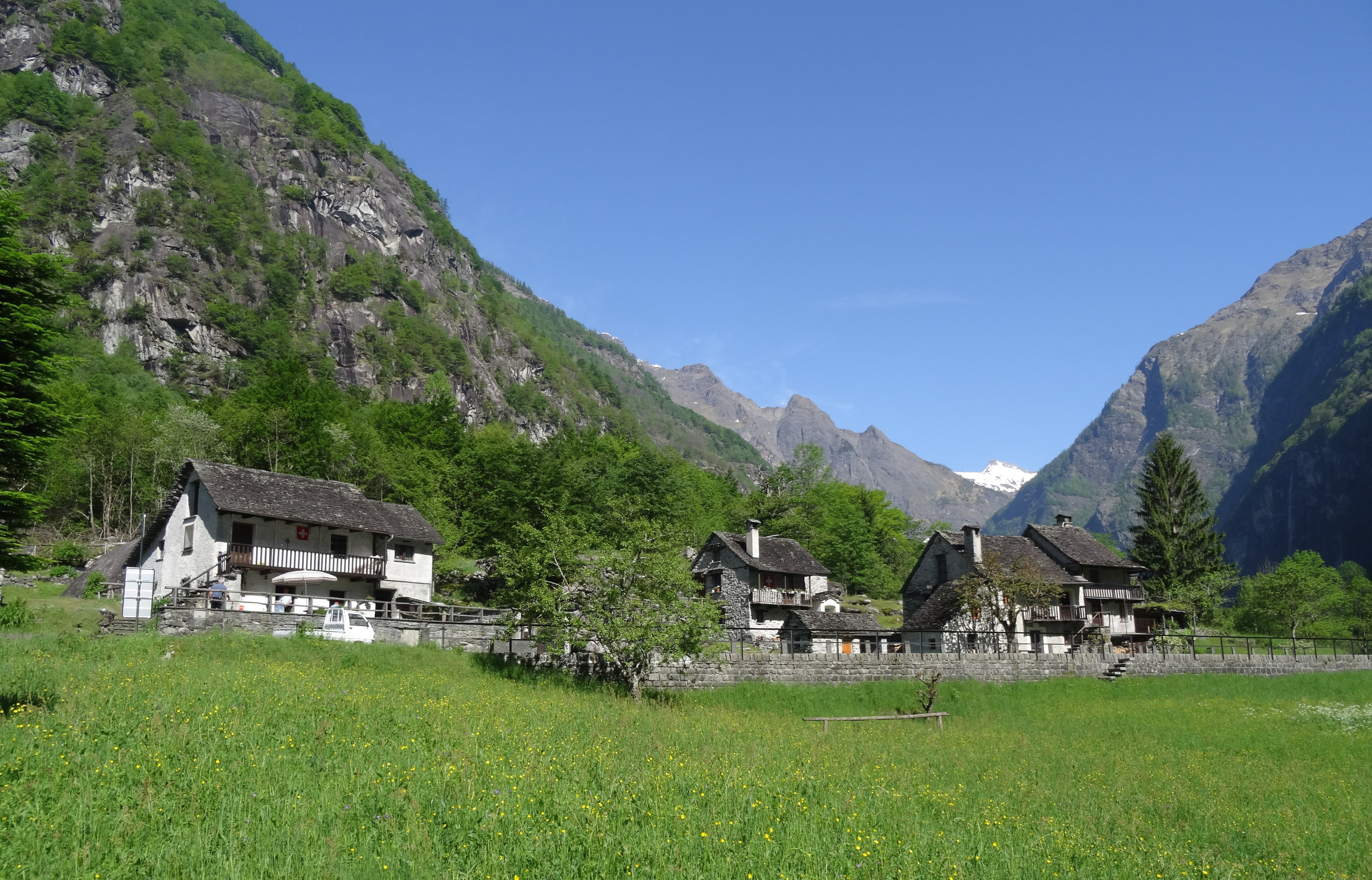
Fontanellata
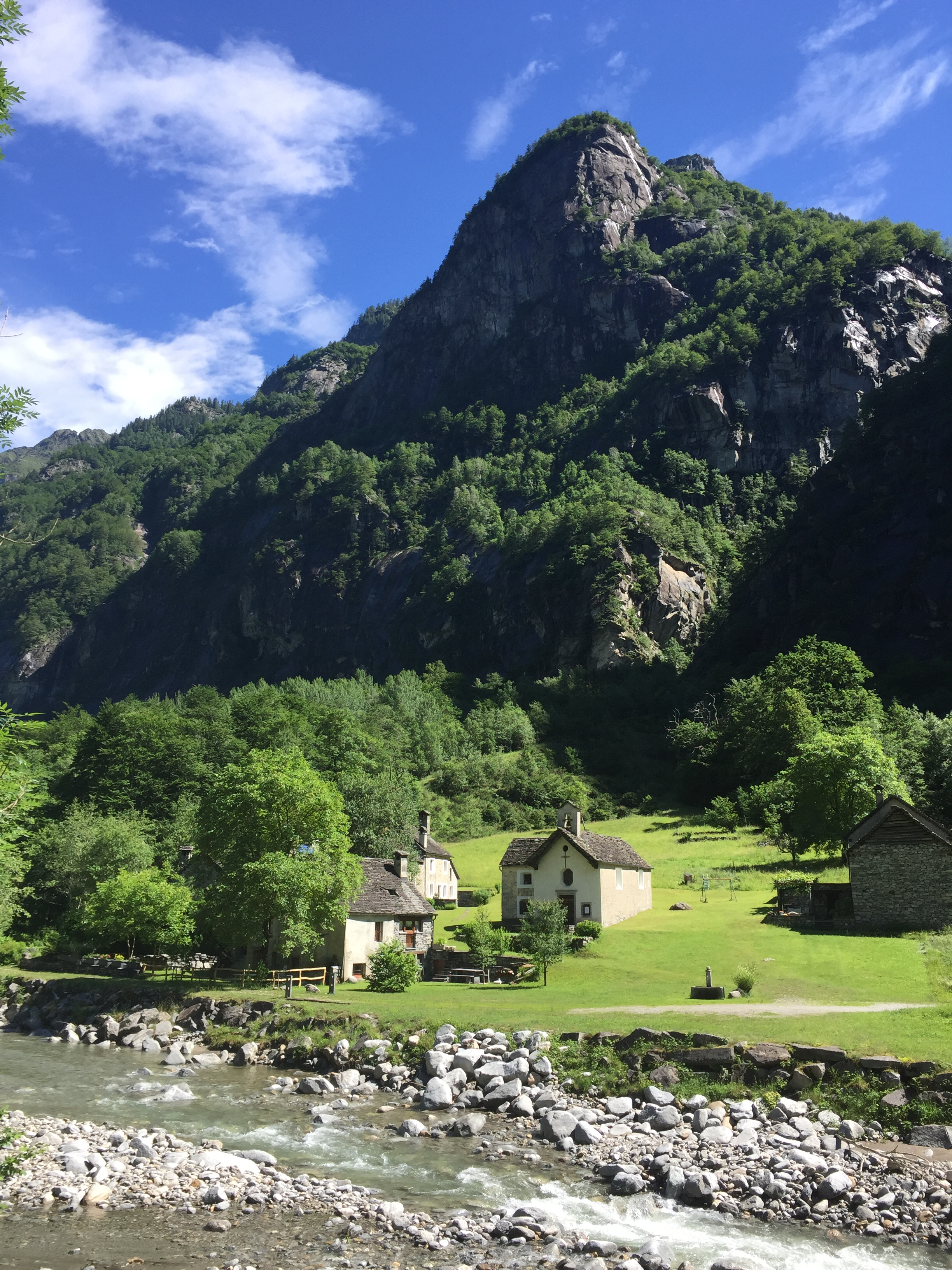
Faedo
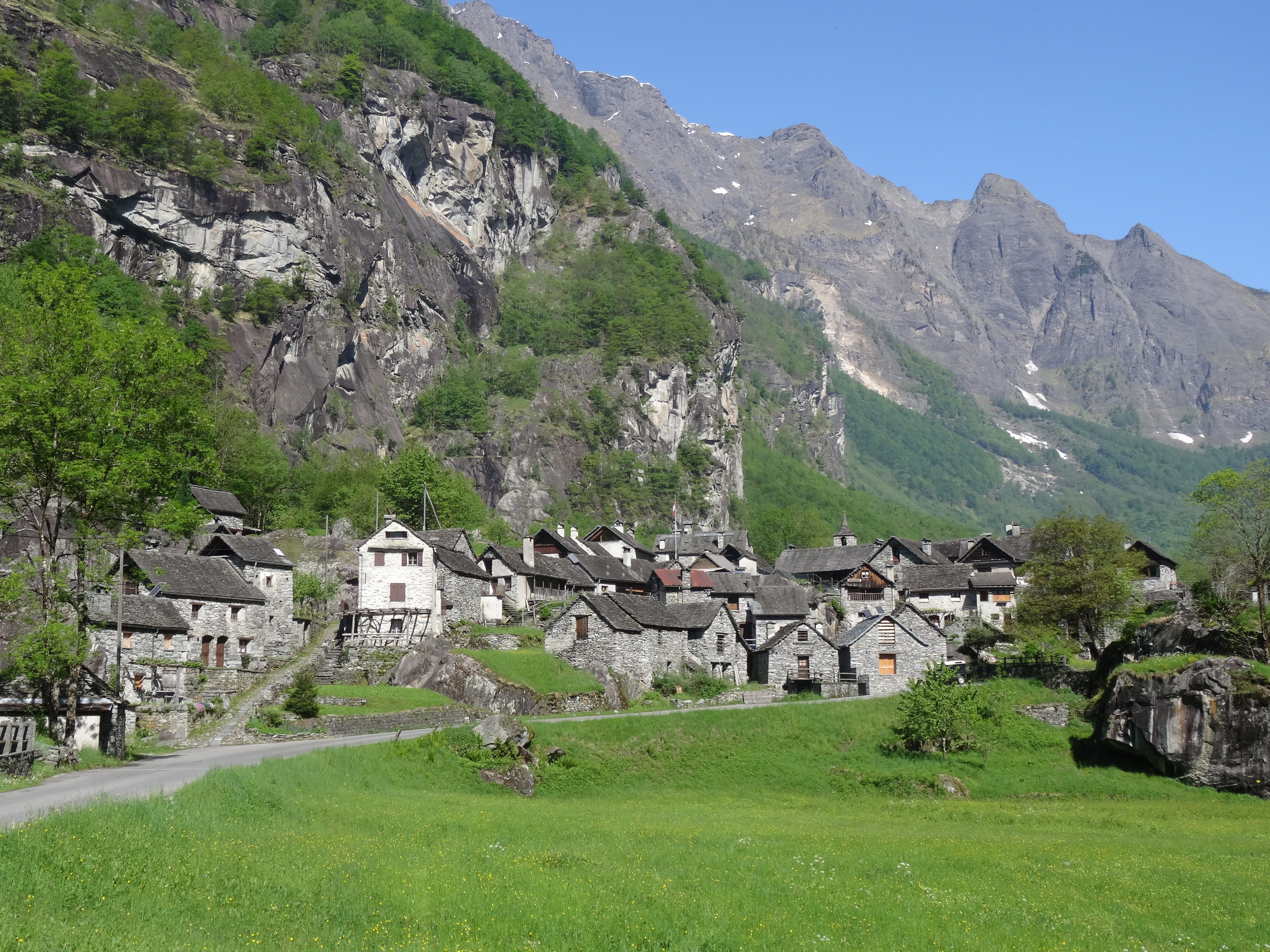
Sonlerto
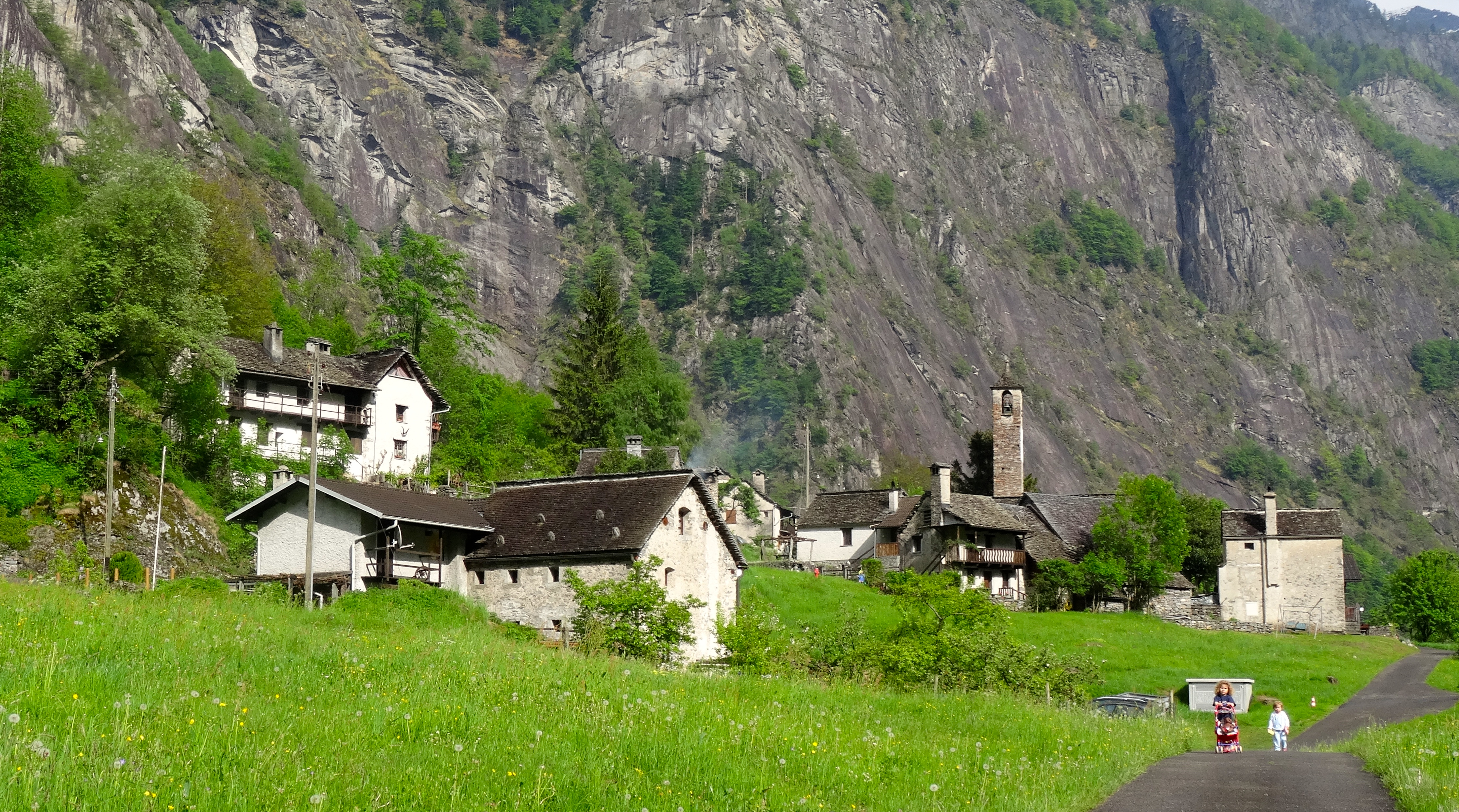
San Carlo (Val Bavona)

## Geschichte
Das Tal wurde um 1500 wegen des härter werdenden Klimas verlassen. Zuhinterst im Tal stehen die Ruinen des Dorfes Prèsa di San Carlo. Die Bewohner siedelten sich in Cavergno oder Bignasco an und zogen im Frühjahr mit ihren Tieren zurück ins Tal auf die verschiedenen Höhenstufen (Stufenwirtschaft oder Transhumanz), wo sie Wohnstätten und Ställe besassen. 
Um die knappen Wiesen – 70 Prozent der Fläche sind unproduktiv – zu bewirtschaften, wurden steile Treppenwege in höher gelegene Zonen gebaut und auf grossen Felsbrocken hängende Wiesen (prati pensili) angelegt. Unter grossen herabgestürzten Felsbrocken wurden Ställe, Keller und Unterschlüpfe (splüi) eingerichtet.

Bavonatal mit Basòdino im Hintergrund, historisches Luftbild von Werner Friedli (1954)
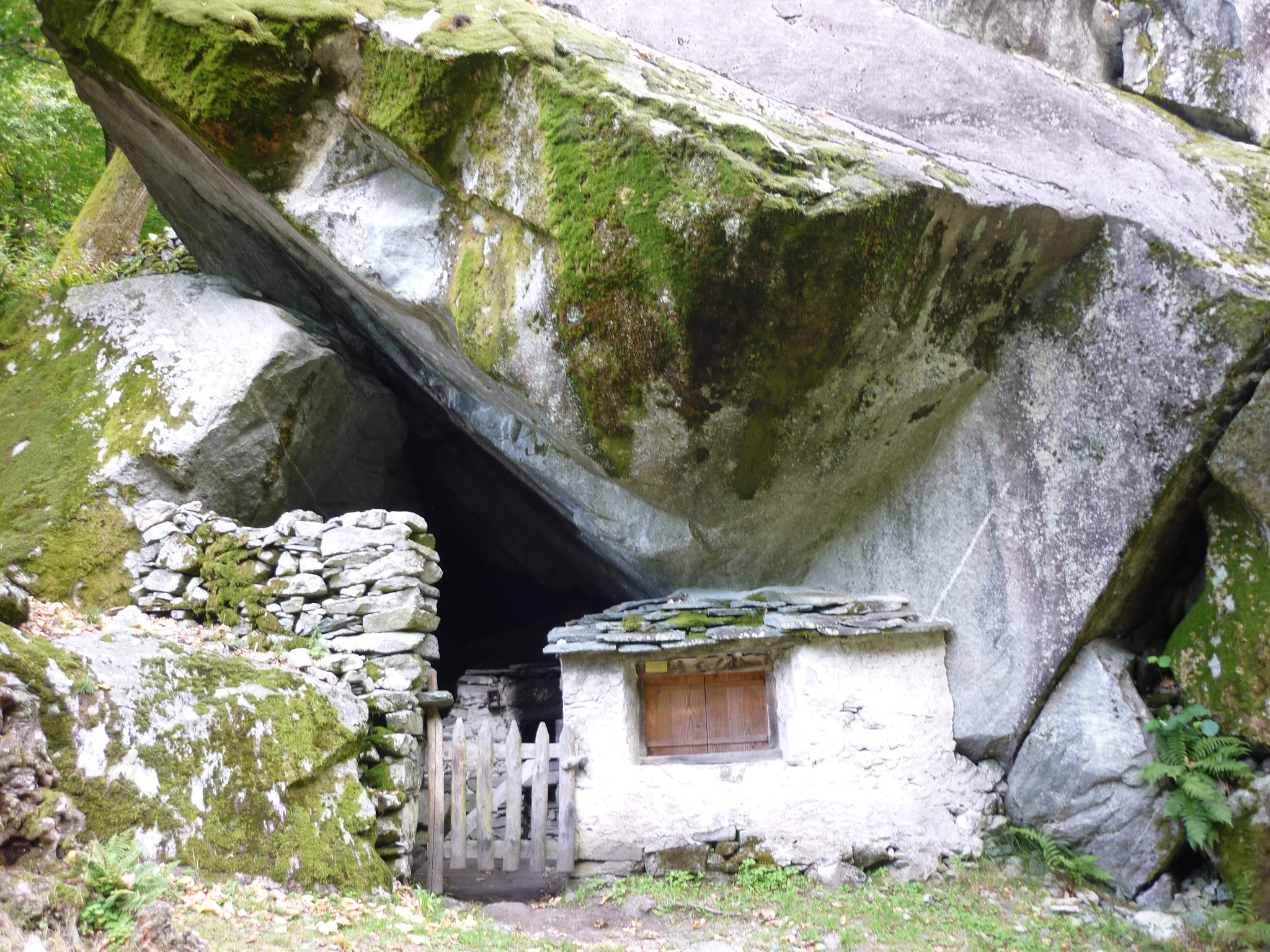
Mondada: Splüi del forno
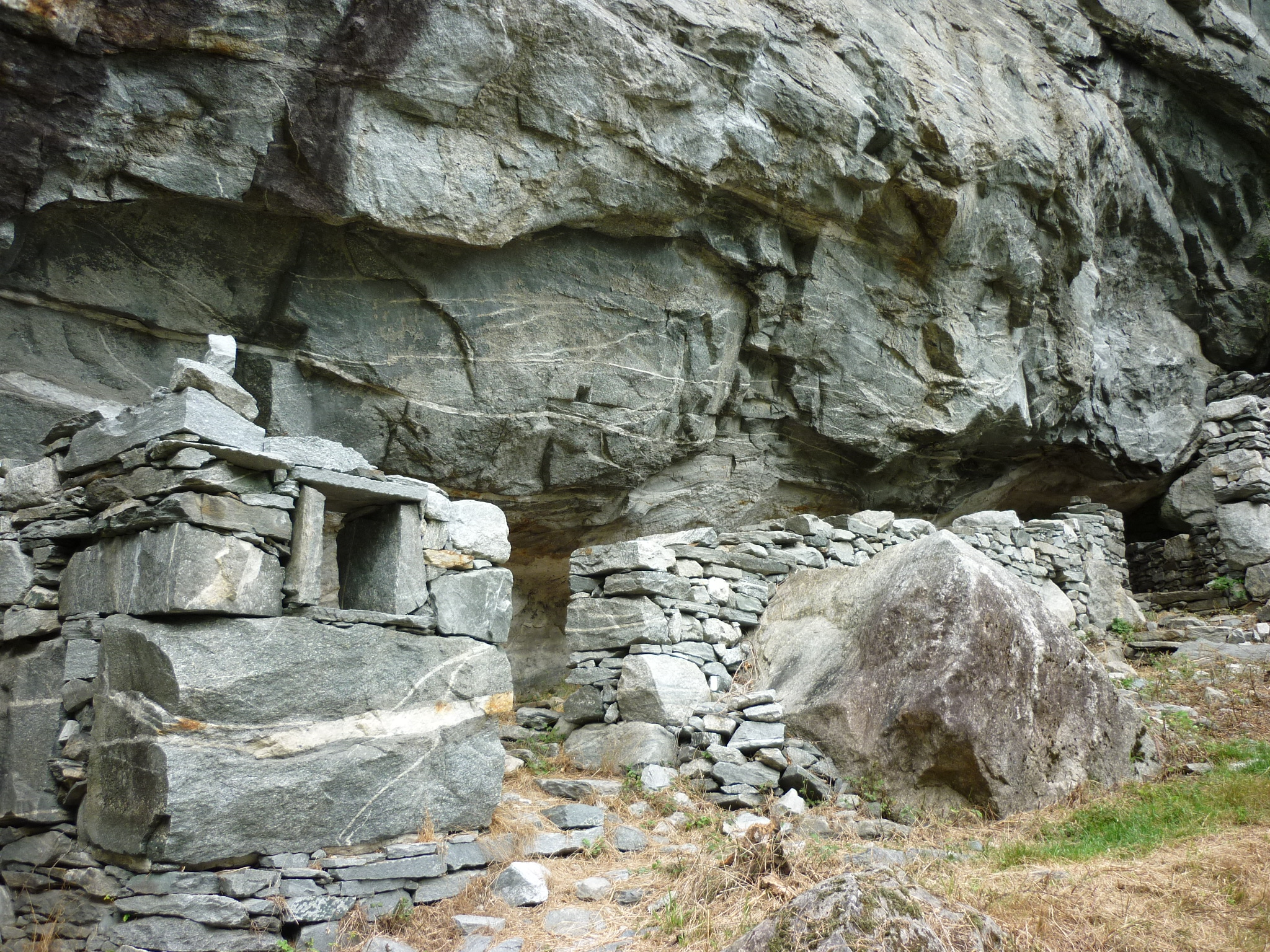
Alnedo: Splüi di chieuri
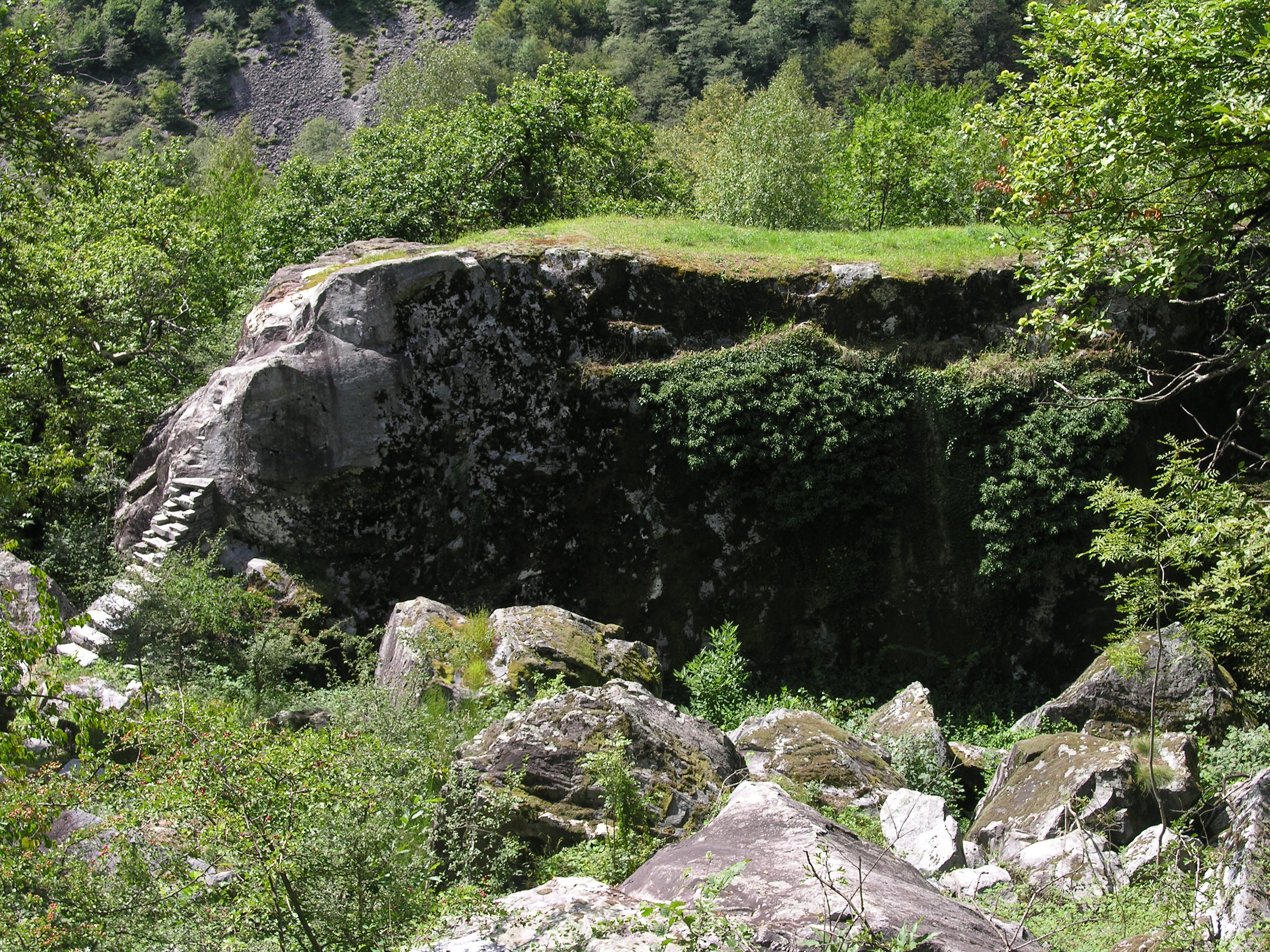
Alnedo: Prati pensili
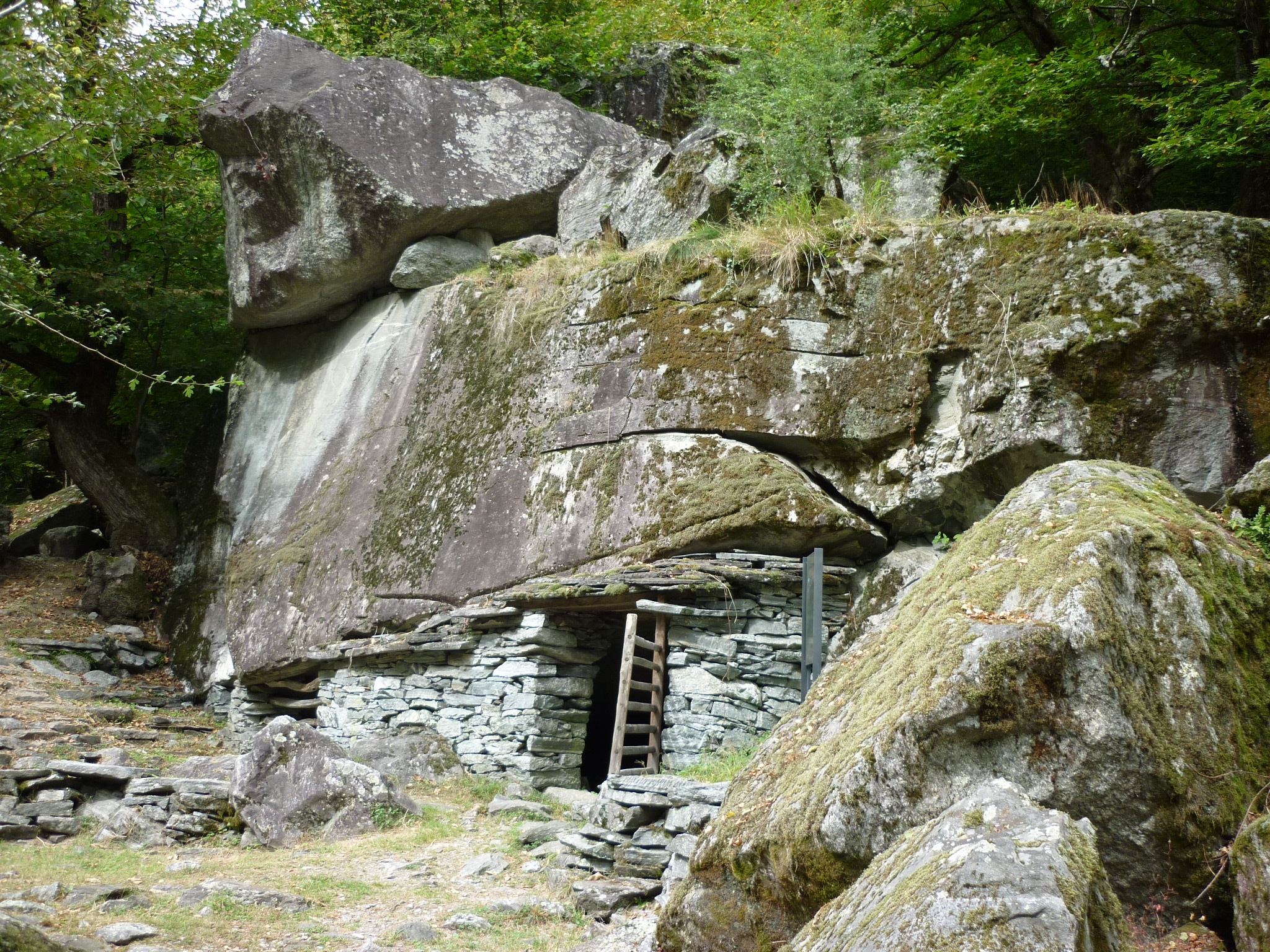
Sabbione: Splüi di Inselmitt auf dem Transhumanzweg
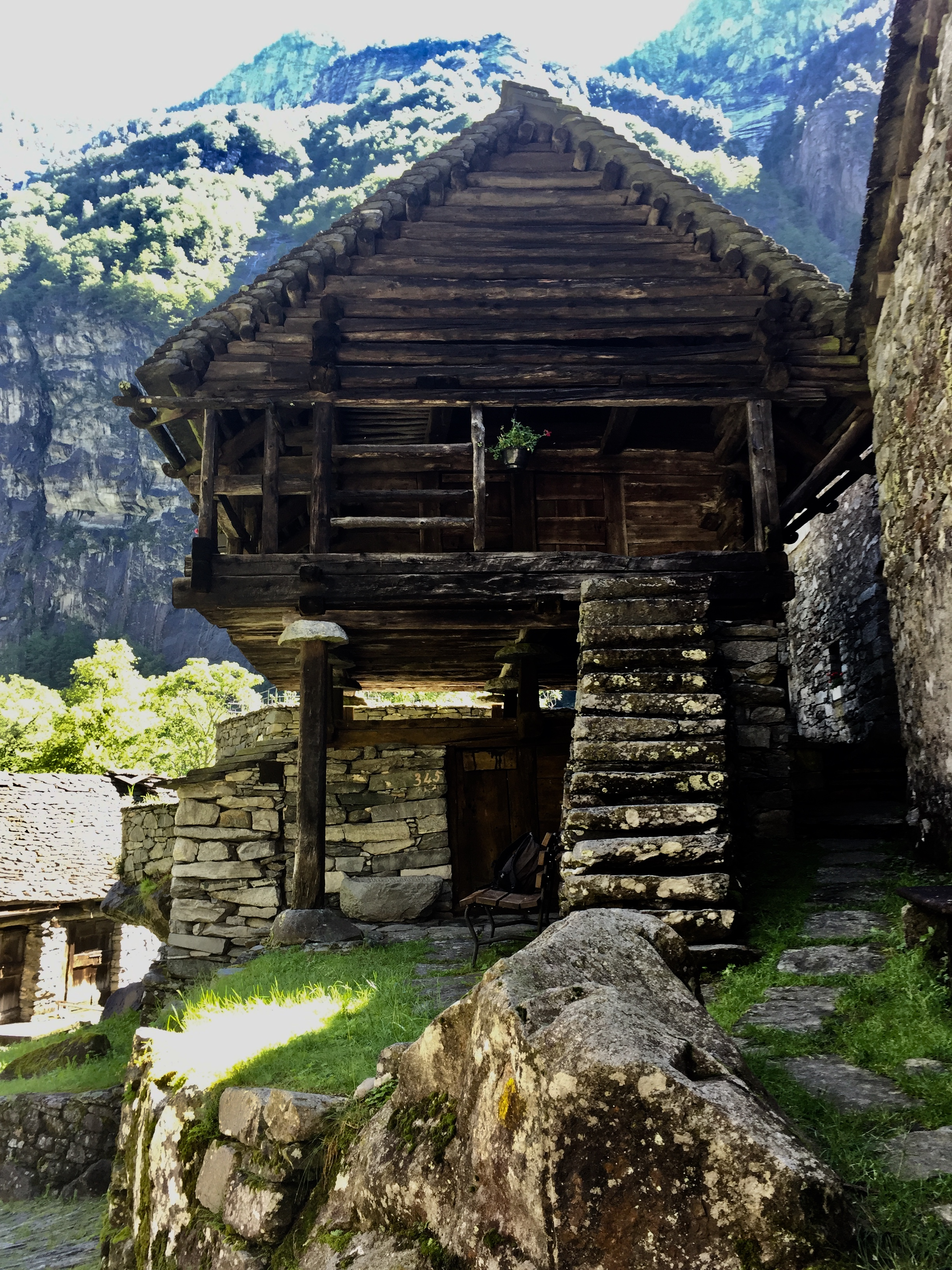
Sonlerto: Torba (Kornspeicher), Holz 1497 gefällt

Im Sommer wird das Tal von knapp 2000 Einwohnern bewohnt, im Winter ist es unbewohnt. Die Strasse kann bei schlechten Witterungsverhältnissen (Erdrutsche, Schnee) gesperrt sein. 1983 erstellten die Gemeinden Cavergno und Bignasco einen Zonenplan mit strengen Nutzungs- und Baukriterien, der die Kulturgüter des Tales schützen soll. Im gleichen Jahr wurde das Tal ins Bundesinventar der Landschaften und Naturdenkmäler von nationaler Bedeutung aufgenommen. 1990 wurde die Stiftung Fondazione Valle Bavona gegründet, der die Kontrolle dieser Vorschriften obliegt. Die Stiftung kümmert sich um die Erhaltung des kulturellen, natürlichen und landschaftlichen Erbes. Sie schliesst mit den Eigentümern der Flächen Bewirtschaftungsverträge ab, damit verbuschtes Land wieder in Wiesen umgewandelt und regelmässig gemäht wird.
Der Weiler Fontana wurde in der Nacht vom 29. auf den 30. Juni 2024 im Laufe eines Regen-Unwetters durch eine Mure verschüttet und zum grossen Teil zerstört. Sieben oder acht Personen wurden getötet, eine weitere wurde Monate nach der Katastrophe noch vermisst. Ein Wiederaufbau ist voraussichtlich ausgeschlossen. Von Ende Juni 2024 bis April 2025 war der Zugang für Touristen in das Bavonatal gesperrt.

## Verkehr und Tourismus
Das Tal ist von Locarno aus mit dem Auto oder dem Bus in etwa einer Stunde erreichbar.
Wanderwege
- Von Bignasco aus gelangt man bei guten Verhältnissen auf dem 41 Kilometer langen regionalen Weitwanderweg Sentiero Cristallina (als Wanderroute Nr. 59 ausgeschildert) über die Cristallinahütte in drei Etappen nach Airolo im Bedrettotal.
- Die Teilstrecke von Mondada nach Foroglio (Percorso della Transumanza) ist als Themenweg mit Informationstafeln über die Transhumanz ausgestaltet.
- Ausflug Robièi (1890 m)–Lago di Cavagoli, am nördlichen Ende des Tals[6]

## Kultur

### Die Kirche von Ganarínt

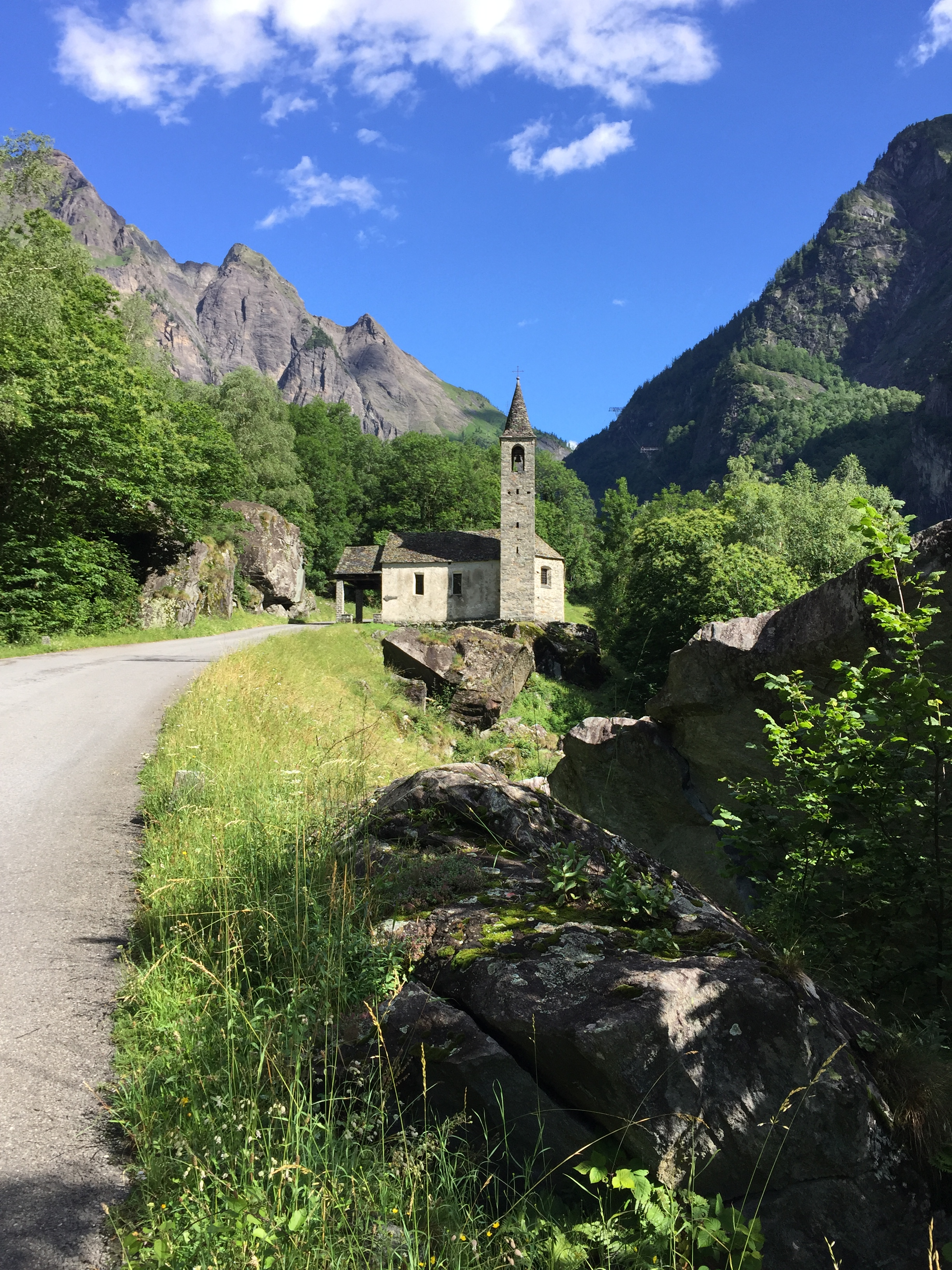
Kirche von Ganarínt

Zwischen Sonlerto und San Carlo steht die 1595 erbaute Kirche von Ganarínt.
Am ersten Sonntag im Mai wird seit rund 400 Jahren bei jedem Wetter eine Prozession durchgeführt. Sie beginnt um sechs Uhr früh in Cavergno und führt vier Stunden lang etwa neun Kilometer durch alle Weiler das Bavonatal hoch. Während der Prozession wird gebetet und gesungen. 
In der Kirche von Ganarínt wird eine Messe gelesen, dann werden die Fluren gesegnet. Mit einem gemeinsamen Mittagessen und einer Versteigerung der Gaben endet das Fest.

### Auswanderung
Der Roman Nicht Anfang und nicht Ende (1970) von Plinio Martini spielt im Bavonatal und erzählt die Geschichte von Gori, der Jahre nachdem ihn Hunger und Armut ins ferne Amerika getrieben haben, ins Tal zurückkehrt. Plinio Martini stammte aus Cavergno und gehört zu den bekanntesten Schriftstellern der italienischen Schweiz.

## Ausstellung
- Valle Bavona. Ein Tessiner Bergtal wie kein anderes. Ausstellung im Heimatschutzzentrum des Schweizer Heimatschutzes, Villa Patumbah, Zürich, vom 6. November 2015 bis 29. Mai 2016.